# Melecjusz (Leontowicz)
Melecjusz, imię świeckie Michaił Joannowicz Leontowicz (ur. 26 października?/6 listopada 1784 w Starych Sendżarach, zm. 17 lutego?/29 lutego 1840 w Charkowie) – rosyjski biskup i święty prawosławny pochodzenia ukraińskiego.

## Życiorys
Pochodził z rodziny szlacheckiej, według innego źródła – z rodziny duchownych. W 1808 ukończył seminarium duchowne w Jekaterynosławiu i z racji uzyskanych wysokich wyników w nauce mógł podjąć bezpłatnie studia w Petersburskiej Akademii Duchownej. Po jej ukończeniu w 1814 został zatrudniony na uczelni jako wykładowca języka starogreckiego. W 1817 został inspektorem seminarium duchownego w Kijowie, zaś w 1819 – Kijowskiej Akademii Duchownej. 
11 lutego 1820 złożył wieczyste śluby zakonne przed metropolitą Eugeniuszem (Bołchowitinowem). 22 lutego tego samego roku został wyświęcony na hierodiakona, zaś 25 lutego – na hieromnicha. W 1821 był już archimandrytą i został mianowany rektorem seminarium duchownego w Mohylowie, gdzie pracował do 1824 (z przerwą w 1823, gdy wykonywał analogiczne obowiązki w seminarium w Pskowie). W 1824 wyznaczono go na rektora Kijowskiej Akademii Duchownej, zaś 21 października tego roku miała miejsce jego chirotonia na biskupa czehryńskiego, wikariusza eparchii kijowskiej, z równoczesnym powierzeniem obowiązków przełożonego monasteru św. Michała Archanioła w Kijowie.
21 kwietnia 1828 objął katedrę permską. W Permie napisał podręcznik dla kandydatów do przyjęcia święceń kapłańskich i zaangażował się w organizację działalności misyjnej wśród staroobrzędowców. Wśród wiernych prawosławnych zyskał opinię świętego. Po trzech latach został przeniesiony na katedrę irkucką, gdzie zorganizował misję działającą w regionie Ałtaju i działał na rzecz nawracania na prawosławie wyznawców lamaizmu. Równocześnie prowadził ascetyczny tryb życia, poświęcając wiele godzin dnia na modlitwę.   
Pogorszenie się stanu zdrowia hierarchy sprawiło, że w 1835 został on przeniesiony na katedrę charkowską, na której przebywał do swojej śmierci w 1840. Został pochowany w monasterze Opieki Matki Bożej w Charkowie.
W 1948 z polecenia patriarchy Aleksego I szczątki arcybiskupa przeniesiono do soboru Zwiastowania w Charkowie, gdzie znajdują się do dziś. W 1978 Melecjusz (Leontowicz) został kanonizowany. Akafist na jego cześć napisał arcybiskup charkowski Nikodem, zaś redakcji poddał metropolita leningradzki Nikodem.
W 2011 Melecjusz (Leontowicz) został zaliczony do Soboru Świętych Białoruskich.